# Zakaria Diallo
Pour les articles homonymes, voir Diallo.
Zakaria Diallo est un footballeur franco-sénégalais, né le 13 août 1986 à Équemauville. Il joue au poste de défenseur central.

## Biographie

### Débuts de carrière
Zakaria Diallo commence sa carrière à Honfleur puis part près de chez lui, en Haute-Normandie, au Havre. Les dirigeants du club normand ne croyant pas en lui, il signe en faveur de l'AS Trouville-Deauville en 2008. Ce n'est pas concluant, le Franco-Sénégalais ne joue que deux matchs. À l'été 2009, l'AS Beauvais s'intéresse à lui. Il tente ce nouveau défi, et s'impose dans le collectif, participant à 27 rencontres, inscrivant son premier but. Repéré par les Belges de Charleroi, il signe son premier contrat professionnel lors de l'été 2010. Il joue seulement six rencontres en Jupiler League.

### La percée en Ligue 2
« Zak » s'engage avec le club bourguignon du DFCO,, tout juste promu en Ligue 1. Sa première saison est décevante, Zakaria participe à huit matchs, dont cinq de coupes (un but). Le club est relégué en Ligue 2, mais le nouvel entraîneur Olivier Dall'Oglio parvient à convaincre le Normand de continuer l'aventure bourguignonne. Non utilisé lors de la première partie de saison 2012-2013, il devient titulaire à la fin de saison. Après onze rencontres de championnat et trois buts inscrits, il séduit l'encadrement technique et les supporteurs dijonnais. La saison 2013-2014 est la saison la plus complète à ce jour puisque Zakaria Diallo devient un titulaire indiscutable en défense centrale, aux côtés de Cédric Varrault ou William Rémy. À l'été 2015, il rejoint l'AC Ajaccio puis le Stade brestois 29 en 2016 où il s'impose comme un des meilleurs défenseurs de Ligue 2, obtenant une présence dans l'équipe-type du championnat pour la saison 2016-2017. À la suite de velléités de départ non concrétisées, Zakaria se retrouve remplaçant la première moitié de la saison 2017-2018, avant que le Stade brestois ne le libère à la trêve hivernale afin de lui permettre de rejoindre l'Impact de Montréal.

### Nouveau défi en MLS
Le 20 janvier 2018, l'Impact de Montréal annonce officiellement la signature de Zakaria Diallo après plusieurs semaines de rumeurs. Il rejoint ainsi la formation québécoise dirigée par Rémi Garde à l'aube du début du camp d'entraînement pour la saison 2018 de Major League Soccer. À quelques jours du début de la saison, il subit à l'entrainement une rupture du tendon d'Achille et se retrouve écarté des terrains pour plusieurs mois.

### Retour en France
Alors qu'il est en fin de contrat à l'issue de la saison 2019 et voyant les négociations ne pas aboutir avec l'Impact de Montréal, Diallo rejoint le RC Lens en Ligue 2 le 14 août 2019.

### Bref retour dans son club formateur et démêlés judiciaires
Le 26 juillet 2022, il signe un contrat d'une année plus une en option avec son club formateur, Le Havre AC. Le 31 octobre suivant, après avoir joué seulement quatre matchs de Ligue 2, le club normand annonce une « rupture anticipée du contrat du joueur, pour des raisons personnelles ».
Bien que le club havrais n'apporte pas plus de commentaire sur cette rupture anticipée, celle-ci intervient quelques jours après un dépôt de plainte de sa conjointe pour le vol de sa voiture. Il est jugé le 11 avril 2023 pour abus de confiance envers cette dernière en octobre 2022 mais aussi pour rébellion à l'encontre de cinq policiers du commissariat de Honfleur, d'où il est originaire, en novembre de la même année. Condamné à quatre mois de prison avec sursis probatoire pour harcèlement et violence envers son ex-femme en novembre 2021, il est incarcéré au centre pénitentiaire de Caen le 15 novembre 2022 tandis que sa libération est prévue pour le 8 octobre 2023.

## Statistiques
Le tableau suivant récapitule les statistiques de Zakaria Diallo durant sa carrière.
| Saison                | Club                  | Championnat           | Championnat | Championnat | Championnat | Coupe nationale | Coupe nationale | Coupe nationale | Coupe de la Ligue | Coupe de la Ligue | Coupe de la Ligue | Total | Total | Total |
| Saison                | Club                  | Division              | M.          | B.          | P.d.        | M.              | B.              | P.d.            | M.                | B.                | P.d.              | M.    | B.    | P.d.  |
| 2009-2010             | AS Beauvais Oise      | National              | 22          | 1           | 0           | 5               | 0               | 0               | -                 | -                 | -                 | 27    | 1     | 0     |
| 2010-2011             | Sporting de Charleroi | Jupiler Pro League    | 6           | 0           | 0           | 0               | 0               | 0               | -                 | -                 | -                 | 6     | 0     | 0     |
| 2011-2012             | Dijon FCO             | Ligue 1               | 3           | 0           | 0           | 3               | 1               | 0               | 2                 | 0                 | 0                 | 8     | 1     | 0     |
| 2012-2013             | Dijon FCO             | Ligue 2               | 11          | 3           | 2           | 0               | 0               | 0               | 0                 | 0                 | 0                 | 11    | 3     | 2     |
| 2013-2014             | Dijon FCO             | Ligue 2               | 33          | 2           | 3           | 3               | 0               | 0               | 0                 | 0                 | 0                 | 36    | 2     | 3     |
| 2014-2015             | Dijon FCO             | Ligue 2               | 17          | 0           | 0           | 4               | 1               | 0               | 0                 | 0                 | 0                 | 21    | 1     | 0     |
| Sous-total            | Sous-total            | Sous-total            | 64          | 5           | 5           | 10              | 2               | 0               | 2                 | 0                 | 0                 | 76    | 7     | 5     |
| 2015-2016             | AC Ajaccio            | Ligue 2               | 37          | 0           | 0           | 3               | 0               | 0               | 2                 | 0                 | 0                 | 42    | 0     | 0     |
| 2016-2017             | Stade brestois 29     | Ligue 2               | 35          | 3           | 0           | 2               | 0               | 0               | 2                 | 0                 | 0                 | 39    | 3     | 0     |
| 2017-2018             | Stade brestois 29     | Ligue 2               | 2           | 0           | 0           | 0               | 0               | 0               | 0                 | 0                 | 0                 | 2     | 0     | 0     |
| Sous-total            | Sous-total            | Sous-total            | 37          | 3           | 0           | 2               | 0               | 0               | 2                 | 0                 | 0                 | 41    | 3     | 0     |
| 2018                  | Impact de Montréal    | MLS                   | 0           | 0           | 0           | 0               | 0               | 0               | -                 | -                 | -                 | 0     | 0     | 0     |
| 2019                  | Impact de Montréal    | MLS                   | 24          | 3           | 2           | 2               | 0               | 0               | -                 | -                 | -                 | 26    | 3     | 2     |
| Sous-total            | Sous-total            | Sous-total            | 24          | 3           | 2           | 2               | 0               | 0               | -                 | -                 | -                 | 26    | 3     | 2     |
| 2019-2020             | RC Lens               | Ligue 2               | 25          | 0           | 0           | 1               | 0               | 0               | 0                 | 0                 | 0                 | 26    | 0     | 0     |
| 2020-2021             | RC Lens               | Ligue 1               | 0           | 0           | 0           | 0               | 0               | 0               | -                 | -                 | -                 | 0     | 0     | 0     |
| Sous-total            | Sous-total            | Sous-total            | 25          | 0           | 0           | 1               | 0               | 0               | -                 | -                 | -                 | 26    | 0     | 0     |
| 2021-2022             | Al-Shabab SC          | Premier League        | .           | .           | .           | -               | -               | -               | -                 | -                 | -                 | 0     | 0     | 0     |
| 2021-2022             | NorthEast United      | ISL                   | 7           | 0           | 0           | -               | -               | -               | -                 | -                 | -                 | 7     | 0     | 0     |
| 2022-2023             | Le Havre AC           | Ligue 2               | 4           | 0           | 0           | 0               | 0               | 0               | -                 | -                 | -                 | 4     | 0     | 0     |
| Total sur la carrière | Total sur la carrière | Total sur la carrière | 226         | 12          | 7           | 23              | 2               | 0               | 6                 | 0                 | 0                 | 255   | 14    | 7     |

## Palmarès

### En club
Zakaria Diallo est vice-champion de France de Ligue 2 avec le RC Lens en 2020. 
| RC Lens                           |
| --------------------------------- |
| - Ligue 2 - Vice-Champion : 2020. |

### Distinctions individuelles
- Trophées UNFP : équipe-type de Ligue 2 2016-2017